# Чандреша-де-Кейша
Чандреша-де-Кейша (гал. Chandrexa de Queixa, ісп. Chandreja de Queija) — муніципалітет в Іспанії, у складі автономної спільноти Галісія, у провінції Оренсе. Населення — 679 осіб (2009).
Муніципалітет розташований на відстані близько 370 км на північний захід від Мадрида, 37 км на схід від Оренсе.
Муніципалітет складається з таких паррокій: Каделінья, О-Кандедо, Кастеліго, Кастелоайс, Селейрос, Чандреша, Чавеан, Драдос, Фітойро, Фонтейта, Форкадас, Парада-Сека, Парафіта, Кейша, Рабаль, Рекейшо, Сан-Крістово, Вілар.

## Демографія
Динаміка населення (INE ):

## Галерея зображень

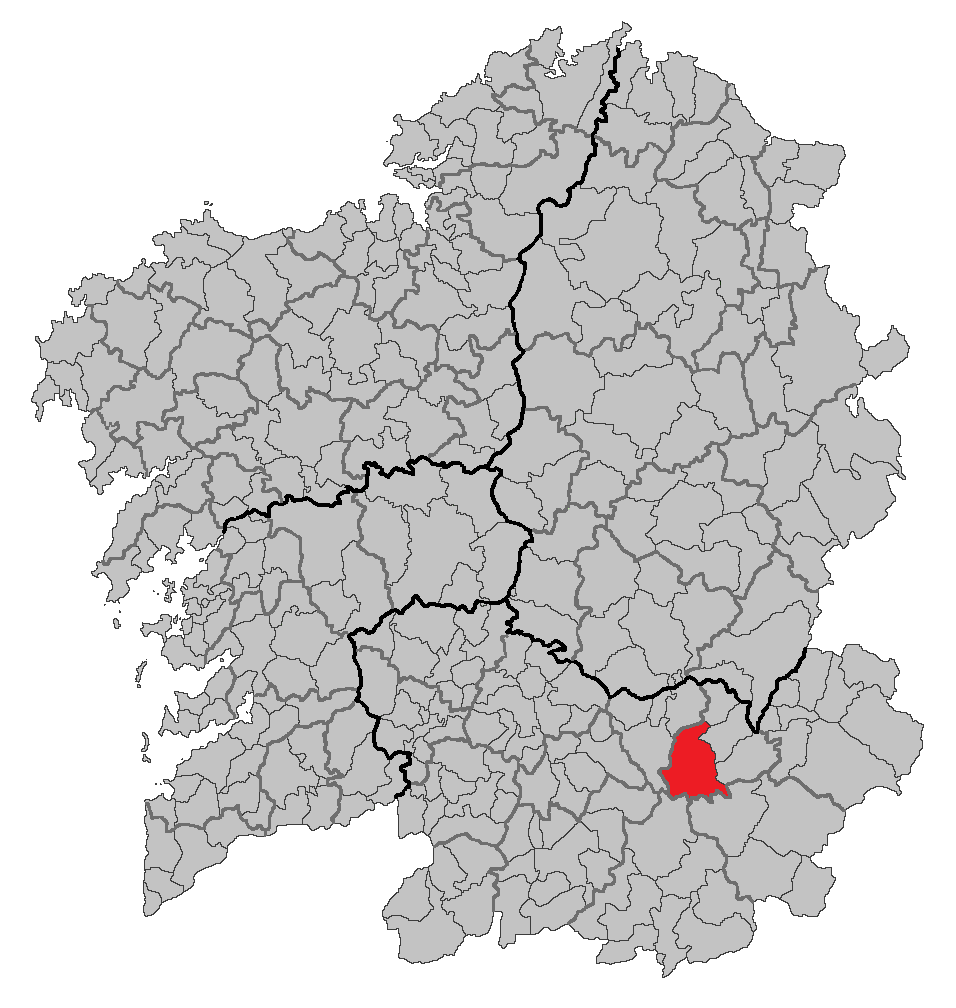
Розташування муніципалітету